# Look Around
Look Around è il terzo singolo estratto dall'album I'm with You dei Red Hot Chili Peppers. Il video della canzone è stato reso pubblico il 25 gennaio 2012, in contemporanea col lancio radiofonico del singolo.
Attualmente il videoclip del brano, pubblicato dall'official channel della band su YouTube, ha raggiunto un totale di più di  51.000.000 di visualizzazioni.

## Struttura
La canzone presenta caratteristiche vocali e strumentali riconducibili alle vecchie sonorità funk e rap rock del gruppo. L'intro parte con un riff di chitarra e rulli di batteria in stile funk rock.
Nella parte intermedia è possibile udire i cori del chitarrista Josh Klinghoffer, inoltre la canzone è caratterizzata da un forte battito (presumibilmente di mani) udibile soprattutto nel ritornello.

## Videoclip
Il video, reso pubblico il giorno stesso della pubblicazione del singolo, vede come protagonisti i componenti del gruppo, ognuno in una stanza diversa di una casa, alle prese con situazioni stravaganti. in particolare il cantante Anthony Kiedis canta, salta e si scatena con un cane, una ragazza, che esce da un frigorifero, e suo figlio, Everly Bear.
Successivamente, sul sito della band, è stata resa pubblica la versione interattiva del video, dove l'utente può ruotare tra le varie stanze e vedere i comportamenti dei componenti del gruppo durante l'intera canzone.